# Eccidio dell'ospedale psichiatrico di Vercelli
L'eccidio dell'ospedale psichiatrico di Vercelli fu l'esecuzione sommaria — ad opera di alcuni partigiani della 182ª Brigata Garibaldi "Pietro Camana" — di un gruppo della Repubblica Sociale Italiana (RSI) prelevati dallo stadio di Novara, allora adibito a campo di concentramento. Secondo le diverse fonti, furono uccisi tra i cinquantuno e sessantacinque fascisti. L'eccidio ebbe luogo in parte nel comune di Vercelli e in parte nel comune di Greggio tra il 12 ed il 13 maggio 1945. La memoria dell'evento fu per decenni tramandata quasi unicamente dai reduci della RSI: solo in anni più recenti alcuni storici hanno ripreso il tema, oggi ricostruito in modo sufficientemente esauriente nelle sue linee generali, pur differendo in alcuni particolari a seconda delle fonti.

## Le fonti
La prima trattazione storiografica dell'eccidio di Vercelli fu quella di Domenico Roccia – partigiano e rappresentante del Partito d'Azione presso la commissione per l'epurazione istituita dal CLN locale – che nella sua opera Il Giellismo Vercellese del 1949 pubblicò i nomi delle vittime, oltre a stralci del diario di un tenente della Brigata Nera "Bruno Ponzecchi" detenuto allo stadio di Novara.
In seguito, per anni, l'argomento non fu trattato dagli storici. Le notizie sui fatti rimasero quindi riportate nelle fonti di polizia, giudiziarie e parlamentari, oltre che in articoli giornalistici: alcuni di essi risalenti ancora alla fine degli anni quaranta, altri invece scritti in occasione delle varie richieste di autorizzazione a procedere nei confronti degli ex comandanti partigiani accusati dell'eccidio, nel frattempo divenuti deputati. Inoltre, ne fecero menzione il giornalista e scrittore Giampaolo Pansa nel suo La Resistenza in Piemonte: guida bibliografica 1943-1963 pubblicato nel 1965, ed il giornalista storico Giorgio Pisanò, reduce della RSI, in Storia della guerra civile in Italia del 1972.
Nel 1991 lo storico ed ex-partigiano Claudio Pavone ne scrisse nel suo Una guerra civile. Saggio storico sulla moralità nella Resistenza. Nel 1996, l'Istituto per la Storia della Resistenza e della società contemporanea di Vercelli "Cino Moscatelli" mandò alle stampe il terzo volume di un'opera di Cesare Bermani sulla storia delle Brigate Garibaldi in Valsesia, all'interno del quale venne ricostruita quella che viene chiamata "la vicenda di Vercelli".
Giampaolo Pansa nel 2003 riportò l'episodio in alcune pagine del suo Il sangue dei vinti, citando espressamente come sue fonti il già menzionato Bermani e Pierangelo Pavesi, un giornalista vicino alle associazioni reducistiche della RSI che nel 2002 aveva pubblicato la prima edizione de La Colonna Morsero. L'anno successivo, il giornalista e scrittore Raffaello Uboldi scrisse dell'eccidio di Vercelli nel saggio 25 aprile 1945. I giorni dell'odio e della libertà, chiamando l'episodio "strage dell'ospedale psichiatrico di Vercelli".

## Contesto storico

### La guerra di liberazione nella provincia di Vercelli

Minacce di rappresaglie della Legione Tagliamento

Nella provincia di Vercelli, la prima azione partigiana nell'ambito della guerra di liberazione fu l'attacco sferrato il 2 dicembre 1943 contro un presidio di camicie nere a Varallo, in seguito al quale i fascisti riportarono il loro primo caduto nella zona. Il 10 dicembre fu ucciso un secondo fascista, impegnato col suo reparto a reprimere uno sciopero a Tollegno. Il giorno successivo fu invece ucciso dai partigiani il commissario del Partito Fascista Repubblicano di Ponzone di Trivero, Bruno Ponzecchi. Tali azioni partigiane furono la premessa e si accompagnarono agli scioperi generali delle maestranze del Biellese e della Valsesia.
Il 19 dicembre fu fatta affluire a Vercelli la Legione Tagliamento, che tramite l'affissione di bandi minacciò la fucilazione di dieci ostaggi per ogni milite della RSI o soldato tedesco ucciso. La minaccia fu attuata la prima volta a Borgosesia il 22 dicembre, a seguito dell'uccisione il giorno precedente di due militi del 63º Battaglione "M". La Tagliamento si rese inoltre colpevole di massacri, incendi e saccheggi fin dai primi giorni di attività nella provincia.
La guerra partigiana nel Vercellese fu caratterizzata dalla presenza in zona di molteplici unità partigiane, che s'impegnarono non solo nelle classiche azioni di guerriglia locale, ma anche in operazioni di scontri in montagna e in pianura in campo aperto, con alcuni successi locali, alternati a sconfitte. Oltre a ciò, le forze partigiane tentarono di liberare alcune zone della provincia, venendo a costituire delle vere e proprie enclave all'interno del territorio controllato dai fascisti repubblicani e dai tedeschi: è il caso per esempio della Repubblica della Valsesia e della Valsessera, libere fra giugno e luglio del 1944 e poi – la seconda – da marzo del 1945. L'ultima rappresaglia perpetrata dai fascisti nella provincia ebbe luogo il 9 marzo 1945 a Salussola con la fucilazione di venti o ventuno partigiani, in risposta un'imboscata partigiana condotta il 6 marzo nella stessa località e che causò la morte di quattro fascisti.

#### L'ultimo mese di guerra nel Vercellese
Verso la metà di aprile del 1945 i tedeschi e i fascisti disponevano nel Biellese e nel Vercellese di circa 4.500 uomini, ai quali i partigiani opponevano nella zona chiamata militarmente "Biellese" – comprendente però anche Vercelli e dintorni – sei brigate garibaldine, una brigata gielle, una brigata di polizia e due brigate SAP. Il 18 aprile a Biella vi furono alcune azioni isolate di sciopero: nonostante una pronta reazione delle autorità fasciste della zona – capeggiate dal capo della provincia Michele Morsero – il giorno successivo lo sciopero divenne di massa, espandendosi anche nella Valle di Mosso e in Valsessera – già zona libera dal marzo precedente – dove si svolse un'imponente manifestazione popolare, nel corso della quale parlarono i comandanti partigiani Francesco Moranino e Cino Moscatelli. L'astensione dal lavoro durò fino al 20 aprile, per poi lentamente rientrare.
Frattanto, il 19 aprile, tedeschi e fascisti avevano scatenato un'ultima offensiva contro le formazioni partigiane, allo scopo di aprirsi una via di fuga e di bloccare la preparazione dell'insurrezione. L'attacco concentrico, da Biella e Ivrea, coinvolse la 75ª Brigata "Maffei", la 76ª e la 183ª Brigata della VII Divisione Garibaldi "Aosta" e un reparto della 182ª Brigata "Camana". Dopo aspri scontri, all'alba del 24 aprile i tedeschi lasciarono Biella, paralizzata dallo sciopero insurrezionale, mentre i fascisti rimasero in città fino a quando, a seguito di lunghe trattative col comando partigiano, venne loro concesso di lasciarla: una colonna fascista composta dai battaglioni "Pontida" e "Montebello" della Guardia Nazionale Repubblicana e da alcuni reparti delle Brigate Nere si mosse quindi in direzione di Vercelli fra le 14:00 e le 16:00. Il 25 aprile, Biella rese omaggio ai partigiani nella città liberata.
Le forze partigiane decisero quindi di convergere su Vercelli, passando prevalentemente per le località di Cavaglià e Santhià (liberata la sera del 25): i primi sporadici scontri nelle periferie del capoluogo avvennero quella sera stessa. Nel frattempo, a Vercelli erano concentrate da varie località della zona, oltre ad un presidio di 500 tedeschi, le residue forze della RSI: vari reparti delle Brigate Nere, soldati delle divisioni "Monterosa" e "Littorio", granatieri, militi della Legione "Muti" e della Guardia Nazionale Repubblicana, oltre a vari superstiti di diversi presidi, per un totale di circa 2.500 uomini. Assieme a loro, alcuni avevano le proprie famiglie.
Il mattino del 26 si svolsero delle trattative fra i comandi partigiani e Morsero: quest'ultimo propose di non combattere in città, ma la proposta fu respinta al mittente con un ultimatum: resa dei fascisti o partenza da Vercelli entro le ore 15:00. Nel pomeriggio la colonna fascista – composta da circa 2.000 militari e 200 fra donne e bambini – lasciò quindi la città. Sempre nel pomeriggio del 26, il presidio tedesco di Vercelli si arrese: la città era liberata. Attaccata ripetutamente dai partigiani, la colonna si fermò presso la località di Castellazzo Novarese, arrendendosi al mattino del 28 aprile.

#### L'eccidio di Santhià
La provincia di Vercelli fu in seguito attraversata da un'altra forte colonna, costituita da reparti tedeschi in ritirata dalla Liguria, da Torino e dalla Valle d'Aosta, che il 28 aprile occupò le località di Cigliano e Tronzano Vercellese: il 29 raggiunse Borgo d'Ale, Cavaglià e Salussola, entrando in seguito verso sera a Santhià. Fra il 29 e il 30 aprile, i tedeschi attaccarono alcune cascine occupate dai partigiani, commettendo nel contempo una serie di atrocità contro i civili. Al termine degli scontri si contarono quarantotto morti: ventuno partigiani e ventisette civili. L'attacco successivo dell'aviazione alleata nei confronti delle forze tedesche spinse il comandante della colonna, il generale Hans Schlemmer, ad accettare la proposta di resa nelle mani degli Alleati. L'eccidio di Santhià è da alcuni considerato la causa scatenante del successivo eccidio di Vercelli.

#### La resa tedesca
Gli Alleati giunsero a Vercelli il 2 maggio. Lo stesso giorno fu firmata la resa tedesca nella zona, con decorrenza dalle ore 00:00 del 3 maggio. Il firmatario del documento di resa fu il colonnello Hans-Georg Faulmüller, capo di stato maggiore del 75º Corpo d'Armata tedesco. Per gli Alleati erano presenti il capitano Patrick Amoore, della missione alleata presso il comando partigiano della zona e il colonnello statunitense John Breit. Per i partigiani, erano presenti: Felice Mautino "Monti", Domenico Bricarello "Walter" e Primo Corbelletti "Timo", in rappresentanza dei comandi di Ivrea, Biella e Aosta; per il CLN di Ivrea l'ingegner Giulio Borello. Secondo un rapporto del 4 maggio, s'erano arresi 61.000 tedeschi e 12.000 fascisti.

## La "Colonna Morsero"

### La costituzione
Tra il 23 e il 26 aprile 1945 affluirono a Vercelli dai vari presidi della provincia le forze armate della Repubblica Sociale Italiana ancora in armi, ponendosi sotto il comando del capo della provincia Michele Morsero. Ad esse si aggiunse anche il battaglione d'assalto "Pontida" della Guardia Nazionale Repubblicana (GNR) giunto da Biella. Ai militi si aggiunsero anche civili con i propri familiari, costituendo la cosiddetta "Colonna Morsero" formata da più di 2.000 persone. L'intenzione era di raggiungere Novara per poi dirigersi verso il ridotto della Valtellina.
La colonna era costituita dai resti dei seguenti reparti:
- 604º Comando Provinciale della GNR di Vercelli, comandato dal colonnello Giovanni Fracassi;[35]
- VII Brigata Nera (BN) "Bruno Ponzecchi" di Vercelli;
- XXXVI BN "Mussolini" di Lucca;
- CXV battaglione "Montebello";
- I battaglione granatieri "Ruggine";
- I battaglione d'assalto "Ruggine";
- I battaglione rocciatori (poi controcarro) "Ruggine";
- III battaglione d'assalto "Pontida".[36]

La colonna si mise in movimento intorno alle ore 15:00 del 26 aprile 1945, sotto il comando di Morsero e del colonnello della GNR Fracassi. Uscita dalla città, fu fatta oggetto da un fitto fuoco di fucileria presso il ponte sul fiume Sesia, cui fu risposto in maniera disordinata. Per il resto della giornata la colonna si mosse senza problemi in direzione di Novara fino a Biandrate, dove fu impegnata in uno nuovo scambio di fucileria con i partigiani. Il mattino presto, dopo aver passato la notte in marcia, la colonna raggiunse Castellazzo Novarese.

### La resa

Castellazzo Novarese, 27 aprile 1945: il tenente colonnello della GNR Vittorio Mariani (al centro) durante le trattative con i comandanti partigiani Mario Vinzio "Pesgu" (a sinistra) e Alessandro Boca "Andrej" (a destra)

La colonna giunse a Castellazzo Novarese la mattina del 27 aprile e qui si acquartierò nel locale castello, che i partigiani della 82ª Brigata "Osella" circondarono ed assalirono più volte, perdendo due uomini nei combattimenti. Fu allora deciso di inviare alcuni ufficiali incontro ai partigiani per discutere di un libero transito fino a Oleggio, dove sarebbe stato attraversato il Ticino. L'inizio delle trattative fu fissato per le ore 12:00. Stabilita una tregua su proposta dell'avvocato Leoni, furono quindi avviati frenetici negoziati nel corso dei quali i partigiani chiesero la resa della colonna.
Al fine di valutare la richiesta partigiana, alle 16:00 i comandi della colonna indissero un consiglio di guerra, che si riunì nella Sala della Consulta presso il comune, a cui oltre al prefetto Morsero parteciparono tutti gli ufficiali più alti in grado. I delegati partigiani furono ammessi nella sala del Consiglio e proposero di scortare a Novara una delegazione di ufficiali repubblicani, in modo che verificassero l'avvenuta resa del presidio cittadino e che si incontrassero con i rappresentanti del Comitato di Liberazione Nazionale. Si recarono quindi a Novara il capitano Angelo Nessi (del "Ruggine") e il capitano Paolo Pasqualini (del "Pontida"), i quali, ritornati a Castellazzo Novarese, comunicarono le proposte del CLN: resa con l'onore delle armi, diritto per gli ufficiali di conservare l'arma di ordinanza, e salvacondotti per la truppa che autorizzassero il ritorno alle proprie famiglie o alla località desiderata.
Morsero e il colonnello Fracassi decisero infine di accettare le condizioni di resa, contestati però da parte degli ufficiali, che non fidandosi dei partigiani erano convinti di poter resistere fino all'arrivo degli Alleati. Le stesse condizioni di resa furono accettate nelle stesse ore da un vicino presidio tedesco. Il giorno seguente, 28 aprile, avvenne la resa della colonna alle forze partigiane e la consegna delle armi, molte delle quali furono previamente rese inservibili. Il prefetto Morsero fu prelevato dai partigiani e trasferito a Vercelli, dove fu incarcerato. I prigionieri, separati dalle donne e dai bambini, furono invece condotti a Novara e rinchiusi dai partigiani nello stadio di viale Alcarotti, in quei giorni adibito a campo di concentramento. Durante il trasferimento, nonostante i termini della resa anche gli ufficiali furono privati delle proprie armi, conservate fino a quel momento.

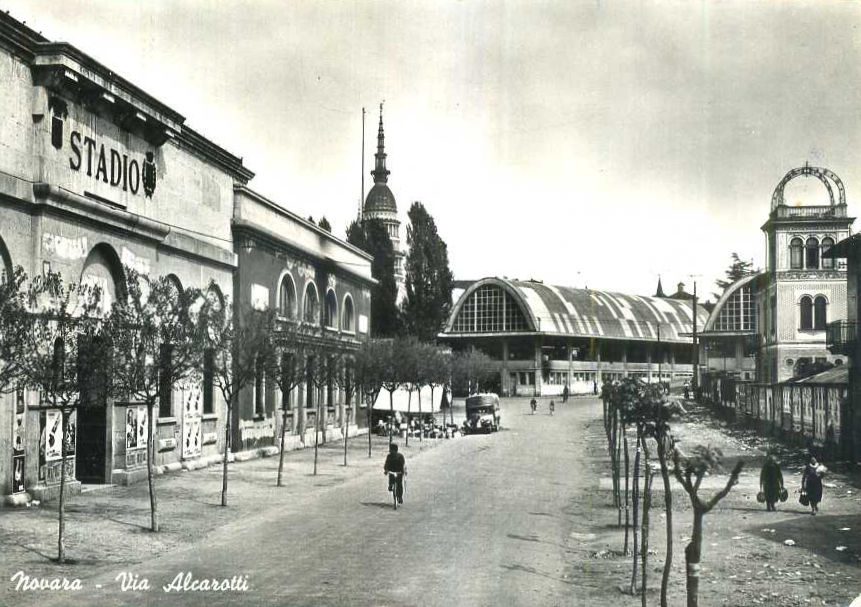
L'ingresso dello stadio di Novara in via Alcarotti. Al centro, il mercato.

All'interno dello stadio di Novara vennero concentrati in tutto 1.500/1.800 prigionieri, che vivevano sotto tende improvvisate in vista dal mercato coperto dirimpetto, divenuto una sorta di loggione ove si radunavano cittadini e curiosi a fare commenti ostili. Le condizioni igieniche divennero sempre più precarie, e immediatamente cominciarono i prelevamenti: ogni giorno qualche ufficiale fascista veniva portato via per essere interrogato, ed alcuni di essi furono sommariamente giudicati e giustiziati.

### Le donne del SAF
La sera stessa le donne del Servizio Ausiliario Femminile, circa trecento, furono separate dagli altri militari e portate all'asilo "Negroni" e alla scuola "Ferrandi"; in seguito furono tradotte alla caserma "Tamburini". Diverse fonti affermano che intervenne in loro difesa monsignor Leone Ossola, amministratore apostolico della diocesi di Novara. Secondo quanto riportato dalla storica Anna Lisa Carlotti, da Silvio Bertoldi, da Luciano Garibaldi e da Pavesi – che sul punto riporta la testimonianza dell'assistente di Ossola, don Carlo Brugo – tra i partigiani sarebbe maturato il proposito di far sfilare le ausiliarie nude per le vie della città, ma questo non sarebbe avvenuto grazie all'opposizione del religioso. Successivamente furono trasferite al campo di prigionia di Scandicci, alla periferia di Firenze.

## L'eccidio

### I primi prelevamenti di prigionieri dal campo di Novara e prime uccisioni
Dallo stadio di Novara diversi gruppi di prigionieri furono in più occasioni prelevati dai partigiani e tradotti presso altre strutture; il maggior prelevamento si concluse con l'eccidio dell'ospedale psichiatrico.
Il 1º maggio furono prelevate le personalità più in vista del caduto regime fascista come l'ex federale di Vercelli e comandante della Brigata Nera "Bruno Ponzecchi" Gaspare Bertozzi, e il colonnello Fracassi: furono tutti percossi e feriti. La sera stessa Fracassi fu nuovamente prelevato, stavolta da agenti americani che lo trasferirono nel campo di concentramento di Coltano. In seguito — come riporta il diario di un tenente della Brigata Nera "Bruno Ponzecchi" edito da Domenico Roccia — circa quaranta ufficiali del Comando Militare di Vercelli furono schedati, prelevati dal campo di Novara e tradotti a Vercelli presso la caserma "Conte di Torino". Una volta all'interno furono percossi e rinchiusi nei locali di detenzione dell'edificio, mentre i partigiani confiscarono loro tutti i beni e gli effetti personali. Alcuni rimasero menomati o morirono a causa delle violenze subite, altri furono trasferiti ed in seguito giustiziati, mentre i sopravvissuti il 13 maggio furono tradotti a Coltano.

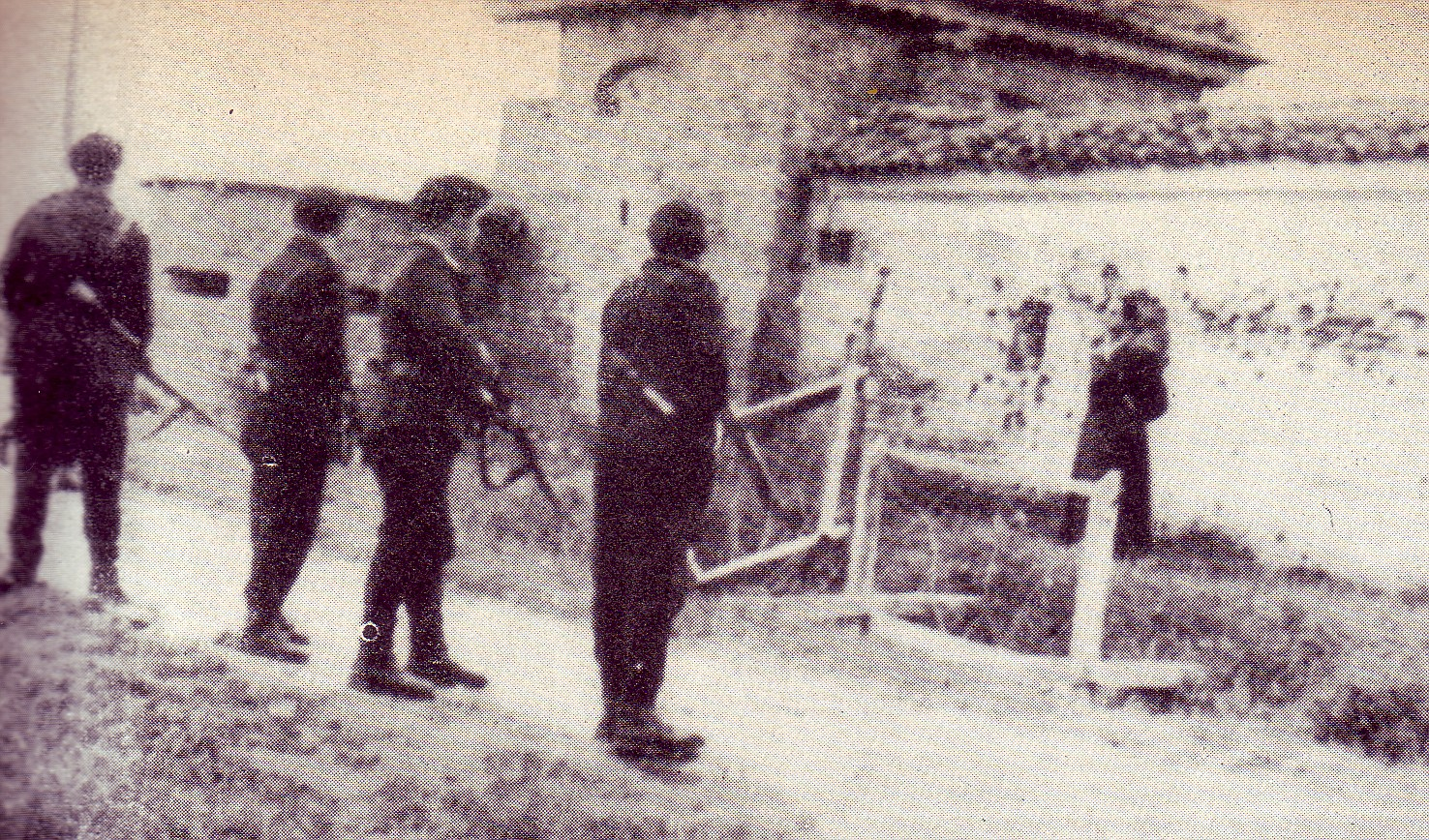
Il capo della provincia di Vercelli Michele Morsero davanti al plotone di esecuzione, 2 maggio 1945

Sempre il 1º maggio Michele Morsero, che era stato precedentemente incarcerato a Vercelli, fu portato a Novara per essere giudicato da un tribunale di guerra, che però si dichiarò incompetente, rimandandolo indietro. Il 2 maggio venne quindi condotto di fronte al tribunale di guerra di Vercelli, ove alle 12:30 circa fu condannato a morte, venendo fucilato poco dopo all'esterno del cimitero cittadino Billiemme assieme ad altri cinque fascisti tra cui il podestà della città Angelo Mazzucco.
Il 3 maggio dallo stadio di Novara vennero prelevati dodici militari fascisti con un ordine falsificato del Comando di raggruppamento partigiano, poi uccisi e gettati nel canale Cavour. Nello stesso giorno a Novara si installò l'Amministrazione militare alleata per i territori occupati presieduta dal capitano statunitense Fred De Angelis. L'8 maggio altri cadaveri di militi fascisti vennero ripescati dal canale Quintino Sella, diramatore del canale Cavour.
Nel frattempo iniziarono ad affluire a Novara le prime truppe alleate, che il 13 maggio iniziarono a presidiare anche lo stadio, rilevando i partigiani nella sorveglianza dei prigionieri. Fra il 16 e il 18 maggio i prigionieri di Novara vennero prelevati dagli Alleati, che utilizzarono per il trasporto quattordici camion: nove partiti dallo stadio, cinque dalla caserma Tamburini. Gli uomini vennero trasportati prevalentemente a Bologna e da lì smistati in vari luoghi, fra i quali Coltano, mentre le donne (caricate su due camion) vennero portate a Milano, a disposizione della V Armata per lo sgombero di macerie ed altri lavori.

### Il trasferimento all'ospedale psichiatrico e le esecuzioni sommarie
Il 12 maggio, un gruppo di partigiani della 182ª Brigata Garibaldi "Pietro Camana" partì alla volta di Novara con un autobus ed un autocarro, fornito di un elenco di 170 nomi di prigionieri fascisti da prelevare. Giunti sul posto, chiamarono tramite appello i fascisti dell'elenco: ne individuarono in tutto 75, li caricarono sugli automezzi e li portarono a Vercelli, rinchiudendoli all'interno del locale ospedale psichiatrico dopo aver costretto il personale ospedaliero ad uscire. Lì vennero percossi violentemente e divisi in gruppi. Fra il pomeriggio del 12 e le prime ore del 13 maggio, la maggioranza dei prigionieri venne eliminata, secondo le seguenti modalità:
- Undici vennero trasportati nella vicina frazione di Larizzate, fucilati e sommariamente seppelliti in una trincea di difesa antiaerea.[68]
- Secondo la ricostruzione della procura di Torino, poco più di dieci prigionieri furono legati col fil di ferro, stesi a terra nel piazzale dell'ospedale e schiacciati sotto le ruote di due autocarri, utilizzati "a guisa di due rulli compressori".[69] Cesare Bermani ricostruisce l'episodio specifico in modo dubitativo: i prigionieri "sarebbero stati legati col fil di ferro, stesi a terra e schiacciati sotto le ruote di due autocarri".[4] Per Uboldi, invece, venti prigionieri furono "trucidati" all'interno dell'ospedale psichiatrico e successivamente "i corpi [vennero] portati sul piazzale antistante l'ospedale e una camionetta vi [passò] ripetutamente sopra [...]".[70] I corpi di questi prigionieri non sono mai stati ritrovati.[71]
- Altri prigionieri sarebbero stati defenestrati o uccisi alla spicciolata, sempre nei locali o nell'orto dell'ospedale.[72]

Il grosso dei prigionieri fu portato a Greggio, comune in provincia di Vercelli, e fu ucciso in piena notte sul ponte del Canale Cavour alla luce dei fari di due camion. Il numero delle vittime riportato dalle fonti è variabile da un minimo di 20 ad un massimo di 50. I loro corpi vennero gettati in acqua: alcuni furono ritrovati solo dopo alcuni giorni e in certi casi anche diversi chilometri a valle del luogo in cui furono uccisi.
Secondo la Procura di Torino, una dozzina di prigionieri venne tradotta dall'ospedale psichiatrico di Vercelli al locale carcere giudiziario, contribuendo successivamente alla ricostruzione dei fatti con la propria testimonianza.

### Le vittime
Il numero esatto delle vittime è ignoto. La questura di Vercelli ne indicò nominativamente cinquantuno, ma la Procura di Torino nel 1949 ipotizzò che fosse "lecito" ritenere che il loro numero "superi notevolmente" tale cifra, tenuto conto "che nelle acque del canale Cavour, alle chiuse di Veveri, vennero pescati nel secondo semestre del 1945 una cinquantina di cadaveri [...]; che dei 75 prelevati a Novara poco più di una dozzina ebbe salva la vita; che altri militi fascisti catturati fuori del campo di concentramento di Novara ebbero morte la stessa notte del 12 maggio". La questione è stata affrontata in tempi recenti solo dalle associazioni dei reduci della Repubblica Sociale Italiana o da autori di aree politiche affini: il numero in tali casi sale a circa sessantacinque vittime.
I cinquantuno nominativi indicati dalla questura di Vercelli sono i seguenti:
| Nome              | Cognome              | Luogo di nascita               | Data di nascita   | Reparto      | Grado                     |
| ----------------- | -------------------- | ------------------------------ | ----------------- | ------------ | ------------------------- |
| Antonino          | Amodio               | Taranto                        | 7 giugno 1914     | Brigate Nere | Tenente                   |
| Pietro            | Ballabio             | Sant'Ambrogio Olona (VA)       | 6 novembre 1917   | GNR          | Brigadiere                |
| Casimiro          | Battaglia            | Montagnana (MO)                | 24 luglio 1906    | GNR          | Milite                    |
| Alessandro        | Biagioni             | Castelnuovo di Garfagnana (LU) | 31 anni           | GNR          | Brigadiere                |
| Luigi             | Biagioni             | Potenza                        | ND                | GNR          | Milite                    |
| Giovanni          | Cappio Barazzone     | Croce Mosso (VC)               | 16 agosto 1901    | GNR          | Milite                    |
| Costantino        | Castaldi             | Graglia (VC)                   | ND                | GNR          | Milite (ex vigile urbano) |
| Nicola            | Cesare               | ND                             | ND                | ND           | ND                        |
| Giuseppe          | Coggiola             | Trino (VC)                     | 12 gennaio 1899   | GNR          | Milite                    |
| Mario             | Dagna                | Rivarolo Ligure                | 1913              | GNR          | Maggiore                  |
| Luigi             | Del Vecchio          | Terlizzi (BA)                  | 23 settembre 1928 | Brigate Nere | Squadrista                |
| Giustino          | Fangini              | ND                             | 1908              | GNR          | Milite                    |
| Alberto           | Ferrari              | Biella                         | 21 maggio 1921    | Brigate Nere | Squadrista                |
| Danilo            | Ferro                | Oderzo (TV)                    | 1917              | GNR          | Tenente                   |
| Renato            | Gallo                | Valle San Nicolao (BI)         | ND                | GNR          | Milite                    |
| Giulio            | Ghezzi               | Ussita (MC)                    | 28 aprile 1923    | GNR          | Sottotenente              |
| Domenico          | Giunta               | Portomaggiore (FE)             | 31 maggio 1912    | Brigate Nere | Maresciallo               |
| Giuseppe          | Goldin               | Vercelli                       | 1926              | GNR          | Milite                    |
| Pietro            | Graglietto           | Salussola (BI)                 | 23 marzo 1891     | Brigate Nere | Maresciallo               |
| Bruno             | Laione               | Biella                         | 5 maggio 1920     | GNR          | Brigadiere                |
| Domenico          | Lorenzoni            | Rieti                          | 1909              | GNR          | Capitano                  |
| Marcello          | Maddetti             | ND                             | ND                | GNR          | Milite                    |
| Ennio             | Marchi               | Vezzano sul Crostolo (RE)      | 18 dicembre 1897  | Brigate Nere | Capitano                  |
| Raffaello         | Morescalchi          | Viareggio (LU)                 | ND                | GNR          | Maggiore                  |
| Costanzo          | Marola               | Vercelli                       | 10 agosto 1905    | GNR          | Aiutante                  |
| Gino              | Mati                 | Castelnuovo Val di Cecina (PI) | 24 aprile 1899    | GNR          | Maggiore                  |
| Alfredo           | Mazzocchi            | ND                             | ND                | ND           | ND                        |
| Vittorio          | Melkar               | ND                             | ND                | GNR          | Milite                    |
| Walter            | Mezzedini            | ND                             | ND                | GNR          | Milite                    |
| Giovanni          | Milano               | ND                             | ND                | GNR          | Milite                    |
| Alberto           | Perfetti             | Rovito (CS)                    | 20 agosto 1901    | GNR          | Tenente Colonnello        |
| Emilio            | Petrini (o Petrucci) | ND                             | ND                | GNR          | Milite                    |
| Giovanni          | Picco                | ND                             | ND                | GNR          | Milite                    |
| Pietro            | Polisano             | Napoli                         | 30 agosto 1898    | GNR          | Aiutante                  |
| Giovanni          | Profumo              | ND                             | ND                | GNR          | Milite                    |
| Olimpio           | Ramella              | Biella                         | 18 dicembre 1885  | GNR          | Milite                    |
| Dario (detto Leo) | Raviglione           | Zimone (VC)                    | 27 gennaio 1920   | GNR          | Tenente                   |
| Paolo             | Rebucci              | Modena                         | 1º gennaio 1925   | GNR          | Sottotenente              |
| Antonio           | Scarabello           | ND                             | ND                | ND           | ND                        |
| Giuseppe          | Scarantino           | Caltanissetta                  | 1929              | GNR          | Milite                    |
| Aldo              | Secchi               | Induno Olona (VA)              | 13 novembre 1926  | GNR          | Sottotenente              |
| Mario             | Serralunga           | Valdengo (BI)                  | 1902              | Brigate Nere | Squadrista                |
| Luca              | Signorelli           | San Martino in Rio (RE)        | 28 marzo 1892     | GNR          | Maggiore                  |
| Livio             | Stefanucci           | Fabrica di Roma                | 15 agosto 1900    | GNR          | Capitano                  |
| Giovanni Battista | Terrile              | Genova                         | 28 giugno 1907    | GNR          | Aiutante                  |
| Giovanni          | Testa                | Camagna Monferrato (AL)        | 1900              | GNR          | Capitano                  |
| Adolfo            | Valfrè               | Mombercelli (AT)               | 43 anni           | GNR          | Tenente Colonnello        |
| Giovanni          | Vicari               | Langhirano (PR)                | 25 novembre 1899  | GNR          | Maggiore                  |
| Fiorello          | Vivi                 | ND                             | ND                | GNR          | Milite                    |
| Alfredo           | Zannoni              | Greve in Chianti (FI)          | 24 luglio 1924    | GNR          | Sottotenente              |
| Pietro            | Zanotti              | ND                             | ND                | GNR          | Milite                    |

## I presunti responsabili, il procedimento giudiziario e le polemiche politiche
Malgrado le indagini sul caso avessero inizio fin dal 1946, il procedimento giudiziario per l'uccisione dei prigionieri di Vercelli non arrivò mai alla fase dibattimentale: di conseguenza, non esiste alcuna condanna per l'eccidio del 12-13 maggio.
Il 24 giugno 1949 il procuratore generale del Tribunale di Torino, Giuseppe Ciaccia, inviò al presidente della Camera dei deputati Gronchi, per il tramite del Ministro di grazia e giustizia Grassi, una domanda di autorizzazione a procedere in giudizio contro i deputati Moranino e Ortona, entrambi del Partito Comunista Italiano, in relazione all'eccidio. Il reato ipotizzato era quello di omicidio aggravato continuato. Il capo di imputazione faceva espresso riferimento ad una «soppressione in massa» effettuata «con crudeltà» di «51 miliziani fascisti» che «essendosi arresi alle forze della Resistenza [...] avevano definitivamente cessato di costituire ostacolo o remora alla conclusione della lotta contro il fascismo».
Secondo l'ipotesi accusatoria della procura, l'eccidio era da attribuirsi a elementi della 182ª Brigata Garibaldi agli ordini di Giulio Casolaro (comandante) e Giovanni Baltaro (commissario politico), mentre i mandanti sarebbero stati due capi partigiani noti coi nomi convenzionali di "Lungo" (Silvio Ortona) e "Gemisto" (Francesco Moranino), rispettivamente al comando di zona di Biella e di Vercelli. Il numero complessivo degli imputati assommava allo stato a ventisette.

Francesco Moranino (a destra), assieme a Ilio Barontini (a sinistra) e Walter Audisio (al centro)
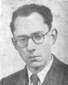
Silvio Ortona in una foto del 1947
Giovanni Baltaro in una foto degli anni sessanta

Sempre secondo la Procura di Torino, Ortona nel corso dell'indagine avrebbe «esplicitamente ammesso di avere impartito a nome del comando della zona biellese l'ordine di prelevare e sopprimere i prigionieri», mentre «Moranino è chiamato in causa dal suo capo di stato maggiore Attila (Colombo Remo), come colui che in veste di comandante della piazza di Vercelli scrisse e sottoscrisse con l'Attila predetto e col vicecomandante "Spartano" l'ordine di consegna dei prigionieri medesimi alle forze della 182ª Brigata Garibaldi».
Precedentemente alla domanda di autorizzazione a procedere, s'era parlato del procedimento giudiziario aperto contro gli autori dell'eccidio di Vercelli nel corso della seduta della Camera dei Deputati del 25 febbraio 1949. La discussione si concentrò quasi esclusivamente sul recentissimo caso della blanda condanna di Junio Valerio Borghese, che aveva permesso all'ex comandante della Decima MAS di essere immediatamente scarcerato, scatenando le reazioni di molti deputati. In quell'occasione, Luigi Longo (PCI) affermò che i morti di Vercelli sarebbero stati "rastrellatori, seviziatori e banditi fascisti" e che la loro uccisione sarebbe stata giustificata dalle "direttive insurrezionali", che prevedevano di salvare la vita solo a chi fra i nazifascisti si fosse arreso «se non si sarà macchiato personalmente di gravi delitti contro il movimento di liberazione nazionale».
In particolare, Longo accusò i fascisti uccisi a Vercelli di aver «compiuto stragi, distruzioni di cascine e di monumenti», citando specificamente l'omicidio di tre persone a Occhieppo avendo schiacciato «le loro vittime contro il muro con il paraurto dell'automobile»; la fucilazione al completo del Comando della 76ª Brigata Garibaldi; l'uccisione dei sacerdoti di Torrazzo (da Longo erroneamente chiamato "Porrazzo") e di Sala Biellese; la partecipazione al massacro di Santhià del 29/30 aprile 1945; l'eccidio di vari partigiani a Salussola, Buronzo e Biella e lungo l'autostrada Milano-Torino. «La fucilazione di tutti costoro» concludeva Longo «è stata conforme alle direttive del Comando generale». Tuttavia, successivi studi storiografici misero in luce che, fra i delitti segnalati da Longo, il massacro di Santhià, l'uccisione del comando della 76ª Brigata Garibaldi e l'eccidio di Buronzo (o della Garella) erano stati perpetrati da truppe tedesche. Oltre a ciò, l'omicidio di don Francesco Cabrio avvenuto il 15 novembre 1944 a Torrazzo fu opera del sottotenente della Divisione "Littorio" Gian Francesco del Corto, non compreso fra le vittime dell'eccidio di Vercelli. Infine, il parroco di Sala Biellese – don Tabarolo – risulterebbe morto a causa dello scoppio di una granata nel corso di una battaglia fra nazifascisti e partigiani, il 1º febbraio 1945. L'eccidio di Salussola (8 e 9 marzo 1945), nel quale furono fucilati venti o ventuno partigiani, venne invece immediatamente attribuito al CXV battaglione "Montebello" della GNR, i cui resti facevano effettivamente parte della colonna Morsero.
Il 16 maggio 1950 il procuratore della Repubblica di Torino, Sisto Angelo Andriano, inviò alla presidenza della Camera dei Deputati, attraverso il Ministro di grazia e giustizia Piccioni, un'integrazione alla precedente domanda di autorizzazione a procedere, richiedendo l'arresto dei deputati «per evitare eventuali eccezioni che potrebbero compromettere e ostacolare il normale svolgimento dell'istruttoria». La Camera tuttavia non discusse la richiesta di autorizzazione a procedere, che conseguentemente decadde nel 1953, al termine della I legislatura.
Con l'inizio della II legislatura, il 17 agosto 1953 il procuratore generale di Torino, Gabriele Nigro, inoltrò, per il tramite del Ministro di grazia e giustizia Azara, una nuova domanda di autorizzazione a procedere e all'arresto dei due deputati. Nigro integrò la domanda il 12 novembre 1954, revocando la richiesta di arresto per effetto dell'amnistia nel frattempo intervenuta a dicembre del 1953. L'8 luglio 1957 la Giunta per le autorizzazioni a procedere espresse a maggioranza parere favorevole sull'autorizzazione a procedere in giudizio, «non essendo affiorato alcun elemento, in base al quale si possa parlare di persecuzione politica» contro Ortona e Moranino. La richiesta tuttavia non venne discussa in aula entro il termine della legislatura. Per la stessa tipologia di reati e relativamente allo stesso fatto, l'11 luglio 1957 il procuratore generale di Torino, Pietro Trombi, presentò alla Camera dei Deputati, per il tramite del Ministro di grazia e giustizia Gonella, un'ulteriore domanda di autorizzazione a procedere contro il deputato comunista Giovanni Baltaro, ritenuto dall'accusa «correo del Moranino e dell'Ortona». Questa domanda non risulta discussa né in giunta per le autorizzazioni a procedere, né in aula.
Il 9 maggio 1961 infine, il giudice Giuseppe Ottello, presidente della Sezione Istruttoria della Corte d'Appello di Torino, prosciolse gli imputati coinvolti «per la natura politica del reato» ed emise una sentenza di non luogo a procedere anche nei confronti di Francesco Moranino, all'epoca ancora latitante, sia pure solamente per insufficienza di prove, revocando così il mandato di cattura emesso nei suoi confronti. La corte ebbe modo di sottolineare come vi fossero, evidenziati dalle risultanze processuali, «gravi dubbi sulla responsabilità del Moranino sotto il profilo di una determinazione al delitto, da altri certamente eseguito».
Secondo notizie apparse sulla stampa in occasione della morte di Silvio Ortona (6 marzo 2005), l'ex comandante partigiano fu «una delle persone rare capaci di assumersi la responsabilità politica di un fatto, l'eccidio dell'Opn di cui, in verità, non fu testimone diretto né indiretto».

## La memoria
In ricordo dei caduti furono eretti due monumenti: un memoriale presso il ponte sul canale Cavour a Greggio, e un cippo in granito sullo spiazzo antistante l'ospedale psichiatrico di Vercelli. Entrambi i monumenti riportano lo stesso epitaffio, sulla stele commemorativa di Vercelli è presente anche una dedica ai caduti.
Associazioni reducistiche e d'arma ricordano ogni anno l'eccidio con una messa al campo di Novara e commemorazioni nei luoghi in cui esso ebbe luogo.

## La qualificazione storiografica
Claudio Pavone ha espressamente definito l'eccidio di Vercelli una "rappresaglia": «Quando, fra il 28 e il 29 aprile 1945, i tedeschi che cercavano di aprirsi un varco verso oriente operarono stragi di partigiani e di civili nella zona di Santhià, i partigiani fucilarono per rappresaglia, a Vercelli, un ugual numero di fascisti».
Cesare Bermani ha così qualificato i fatti: «La vicenda di Vercelli, se effettivamente svoltasi con le modalità indicate dai documenti di polizia, sembrerebbe confermare, sin nelle forme della ritorsione, la logica dell'"occhio per occhio", con introiezione talvolta di comportamenti già assunti dal nemico, che è presente in ogni guerra civile».

### Atti parlamentari
In ordine cronologico.
- Seduta di venerdì 25 febbraio 1949, in Atti Parlamentari. Camera dei Deputati, pp. 6507 ss.
- Domanda di autorizzazione a procedere in giudizio contro i deputati Moranino e Ortona.
  - doc. II, n. 144, 3 ottobre 1949
  - doc. II, n. 144 bis, 23 giugno 1950
  - doc. II, n. 137, 17 agosto 1953
  - doc. II, n. 137 bis, 12 novembre 1954
- Relazione della giunta per le autorizzazioni a procedere sulla domanda di autorizzazione a procedere in giudizio contro i deputati Moranino e Ortona, doc. II, nn. 137 e 137 bis A, 8 luglio 1957.
- Domanda di autorizzazione a procedere in giudizio contro il deputato Baltaro, doc. II, n. 137 ter, 11 luglio 1957.

### Libri e saggi
- Piero Ambrosio, Biellese e Vercellese, in L'insurrezione in Piemonte, Milano, FrancoAngeli, 1987, ISBN non esistente.
- Cesare Bermani, Pagine di guerriglia. L'esperienza dei garibaldini della Valsesia, Nuova Edizione 1996-2000, Vol. III, Borgosesia, Istituto per la Storia della Resistenza e della società contemporanea nelle provincie di Biella e Vercelli "Cino Moscatelli", 1996, ISBN non esistente.
- Giampaolo Pansa 2003, La Resistenza in Piemonte. Guida bibliografica 1943-1963, Torino, Giappichelli Editore, 1965, ISBN non esistente.
- Giampaolo Pansa, Il sangue dei vinti, Milano, Sperling & Kupfer, 2003, ISBN 88-200-3566-9.
- Pierangelo Pavesi, La Colonna Morsero, Copiano (PV), Grafica Ma. Ro. Editrice, 2007, ISBN 88-901807-8-1. Edizione originale: Trieste, Edizioni degli ignoranti saggi-Nuovo Fronte, 2002.
- Claudio Pavone, Una guerra civile. Saggio storico sulla moralità nella Resistenza, Torino, Bollati Boringhieri, 1991, ISBN 88-339-0629-9.
- Domenico Roccia, Il Giellismo Vercellese, Vercelli, Tip. Ed. La Sesia, 1949, ISBN non esistente.
- Raffaello Uboldi, 25 aprile 1945. I giorni dell'odio e della libertà, Milano, Mondadori, 2004, ISBN 88-04-52677-7.

### Articoli
- Donata Belossi, Il partigiano-ebreo che amava Cogne, in La Stampa, 11 marzo 2005, p. 45.